# كيلفن أميان
كيلفن أميان (بالفرنسية: Kelvin Amian)‏ (8 فبراير 1998 بتولوز في فرنسا - ) هو لاعب كرة قدم فرنسي في مركز الدفاع. شارك مع منتخب فرنسا تحت 17 سنة لكرة القدم ومنتخب فرنسا تحت 18 سنة لكرة القدم ومنتخب فرنسا تحت 19 سنة لكرة القدم. أما مع النوادي، فقد لعب مع نادي تولوز وBalma SC ‏.

## وصلات خارجية
- كيلفن أميان على موقع الاتحاد الأوربي (الإنجليزية)
- كيلفن أميان على موقع رابطة كرة القدم الفرنسية للمحترفين (الإنجليزية)
- كيلفن أميان على موقع قاعدة بيانات كرة القدم.إي يو (الإنجليزية)
- كيلفن أميان على موقع ليكيب (الفرنسية)
- كيلفن أميان على موقع Soccerway.com (الإنجليزية)
- كيلفن أميان على موقع عالم كرة القدم.نت (الإنجليزية)
- كيلفن أميان على موقع AS.com (الإسبانية)